# Volby do zastupitelstva Kroměříže 1923
Volby do zastupitelstva Kroměříže 1923 proběhly 16. září 1923. 

## Průběh voleb
Původně se mělo volit již o rok dříve, ale v celé zemi byl zastupitelům prodloužen ze tří na čtyři roky, aby i tak vláda nechala tyto volby nechat uskutečnit „neochotně a bez nadšení, jen z povinnosti, již nebylo možno obejít. Počínala si se známou onou zdráhavostí, jíž se vyznačuje ten, kdo při nějakém podniku podle svého odhadu může jen ztratit, nikoliv získat.“
Volilo se celkem 36 zastupitelů, o něž soupeřilo celkem 10 kandidátních listin: v roce 1919 vítězná Československá sociálně demokratická strana dělnická, jakož i z ní se o rok později oddělivší Komunistická strana Československa, dále Československá strana lidová, Československá národní demokracie, Československá živnostensko-obchodnická strana středostavovská, Československá strana socialistická, Republikánská strana zemědělského a malorolnického lidu, zástupci místních německé, resp. židovské komunity a Trhovci a maloobchodníci.
Strany konaly tradičně před volbami pro občany veřejné schůze: 8. září to byli socialisté, lidovci a živnostníci, od den později komunisté (jejich táboru lidu se jako hlavní řečník účastnil budoucí soudce Mezinárodního soudního dvora v Haagu Bohuslav Ečer), jedenáctého sociální demokraté a následujícího dne posléze národní demokraté. Jejich deník Obzor na konto agitace lidovců, kteří mj. spílali ostatním stranám za stav obecních financí, stejně jako ony tak před minulými volbami v téže záležitosti činily jim, že i městské zastupitelstvo svolalo do Nadsklepí kvůli tomu před volbami veřejnou schůzi, tři dny před volbami napsal: „Kroměřížští lidovci posílení řečmi nedělní manifestace, houževnatě vrhají se do volebního boje. (...) Mnohde ovšem ukážou jim dvéře, jinde vyslechnou a slušně odbudou. Myslí-li pánové z lidového tábora, že tímto způsobem volby vyhrají, jsou na omylu."

## Politický dopad
Na celostátní scéně přinesly volby propad vlivu a síly pro socialistické strany, sociální demokraty a československé socialisty, což se projevilo i v Kroměříži, kdy den před hojně připomínanými padesátými narozeninami zdejšího významného rodáka Maxe Švabinského sociální demokraté ztratili osm mandátů (komunisté jich nově získali pět) a socialisté další dva. Dva mandáty ztratili také národní demokraté starosty Josefa Jedličky. Triumfovali naopak lidovci, kteří posílili o čtyři mandáty a dosáhli nejvyššího procentního zisku hlasů, jakého po roce 1918 do dnešních dnů v komunálních volbách v Kroměříži nějaká strana dosáhla. Haná k výsledkům voleb, krom toho, že výsledek voleb označila za úspěch národních demokratů, kteří získali oproti roku 1919 o 33 hlasů více (volilo celkově zhruba o 1 700 voličů více), při jejich dalším hodnocení napsala, že „výsledek volební je velmi poučný a přinutí jistě veškeré pokrokové strany k horlivé spolupráci a agitační agilnosti. Musí si vzít příklad z lidovců a komunistů, jež nezaháleli v celém období funkčním a připravovali se všemožně na tuto volební kampaň.“
Ve funkci starosty setrval národní demokrat Josef Jedlička.

## Výsledky hlasování
| Strana                                                         | Počet hlasů (abs.) | %        | Zastupitelé |
| -------------------------------------------------------------- | ------------------ | -------- | ----------- |
| Československá strana lidová                                   | 3 107              | 34,50    | 13          |
| Komunistická strana Československa                             | 1 291              | 14,33    | 5           |
| Československá národní demokracie                              | 1 288              | 14,30    | 5           |
| Československá živnostensko-obchodnická strana středostavovská | 759                | 8,43     | 3           |
| Československá strana socialistická                            | 728                | 8,08     | 3           |
| Československá sociálně demokratická strana dělnická           | 690                | 7,66     | 3           |
| Republikánská strana zemědělského a malorolnického lidu        | 417                | 4,63     | 2           |
| Němečtí voličové                                               | 417                | 4,63     | 2           |
| Národní židé                                                   | 209                | 2,32     | 0           |
| Trhovci a maloobchodníci                                       | 101                | 1,12     | 0           |
| Celkem                                                         | 9 007              | 100,00 % | 36          |

## Zvolení zastupitelé
Do zastupitelstva byly zvoleny tyto osobnosti:

Československá strana lidová: 
- Dr. Metoděj Barták - advokát
- P. Ladislav Janča - vikář
- Jan Holub - centrální ředitel
- Jan Kutňák - rolník
- Jan Melichar - profesor státní reálky
- Florián Černý - mistr mlékařské školy
- Jan Slaměník - stavitel
- František Nábělek - rolník
- Josef Vách - strojník
- P. Alois Šebela - vikář
- Augustin Motal - vrchní revizor státních drah
- František Žemlík - lékárník
- Emil Pilz - majitel krejčovského závodu

Komunistická strana Československa: 
- Bedřich Zelinka - úředník nemocenské pokladny
- Josef Onderka - stolař
- Vilém Studnička - typograf
- Alois Polišenský - tovární dělník
- Františka Hrabálková - švadlena

Československá národní demokracie: 
- Josef Jedlička - starosta a správce učitelského ústavu
- Cyril Gardavský - ředitel obchodní školy
- MUDr. Augustin Mlčoch - lékař
- Marie Frintová - choť podplukovníka v.v.
- František Vrtílek - holič

Československá živnostensko-obchodnická strana středostavovská:
- Antonín Svoboda - obchodník
- Jakub Lacina - cukrář
- Rudolf Ordelt - obchodník

Československá strana socialistická:
- Alois Hrabánek - odborný učitel
- Josef Třasoň - solicitátor
- Ludvík Doležal - topič

Československá sociálně demokratická strana dělnická:
- Jan Jelínek - kontrolor nemocniční pokladny
- Bohumil Mucha - obuvník
- Josef Krejčiřík - vrchník průvodčí ve vlaku

Republikánská strana zemědělského a malorolnického lidu:
- Josef Indrák - rolník
- Josef Chvapil - vrchní zem. zahradník

Německé sdružení: 
- Dr. Alois Czap - advokát
- Anton Krampl - správce důchodkové kontroly